# 孫鄰
孫 鄰（そん りん）は、中国後漢末期から三国時代の武将。呉の皇族。字は公達。父は孫賁。弟は孫安・孫熙・孫績。子は孫苗・孫旅・孫述・孫震・孫諧・孫歆。

## 生涯
生まれつき鋭敏な頭脳を備えており、幼少の頃から令名があった。
9歳の時に父が亡くなったため、豫章太守の職を引き継いで、都郷侯に封ぜられた。しかし、あまりに年少だったため、豫章太守の職を顧邵に交代したが、引き続き豫章郡に住んだ。豫章郡に在ること20年近くに及び、その間に反乱者を討伐して功績を挙げた。やがて武昌に召還され、繞帳督に任ぜられた。
潘濬が荊州を治めていた時、重安県令であった舒燮は罪を犯して投獄された。かつて舒燮は潘濬を失望させることが何度かあったので、法に則って処刑しようとした。多くの者が舒燮のために取り成したが、潘濬は聞き入れなかった。
孫鄰は潘濬に「舒燮殿の父の舒邵兄弟は、友人の仇を討ち、その罪を互いに庇い合って、自分が死刑になろうとしました。天下の人々はそれを義行であると称え、美談としました。また、舒邵殿はかねてより、国家のためにその身を捧げたいと志しておられました。もし天下が統一され、陛下の車駕が北に行幸されました暁には、中原の人々は必ずや舒邵殿の跡継ぎはどうしているのかと尋ねるでしょう。尋ねられた者は潘濬殿が舒燮殿を殺したのだと答えることになります。それでもよろしいのですか？」と言った。このため潘濬は考えを変え、舒燮は無事で済んだ。
その後、孫鄰は夏口・沔中督に昇進し、威遠将軍に任じられた。それぞれの職務において立派な手腕を示した。
赤烏12年（249年）に亡くなり、子の孫苗が後を継いだ。子の孫述は武昌督、孫震は無難督、孫諧は城門校尉、孫歆は楽郷督となった。弟の孫安・孫熙・孫績らもそれぞれしかるべき官位に就いた。